# Normalized Difference Vegetation Index

Der globale NDVI in den 12 Monaten des Jahres 1998. Eigene Animationen lassen sich unter earthobservatory.nasa.gov erstellen.

Der Normalized Difference Vegetation Index (Akronym: NDVI, deutsch: „Normierte-Differenz-Vegetationsindex“) ist der am häufigsten angewandte Vegetationsindex und wird auf der Basis von Fernerkundungsdaten errechnet.

## Hintergrund

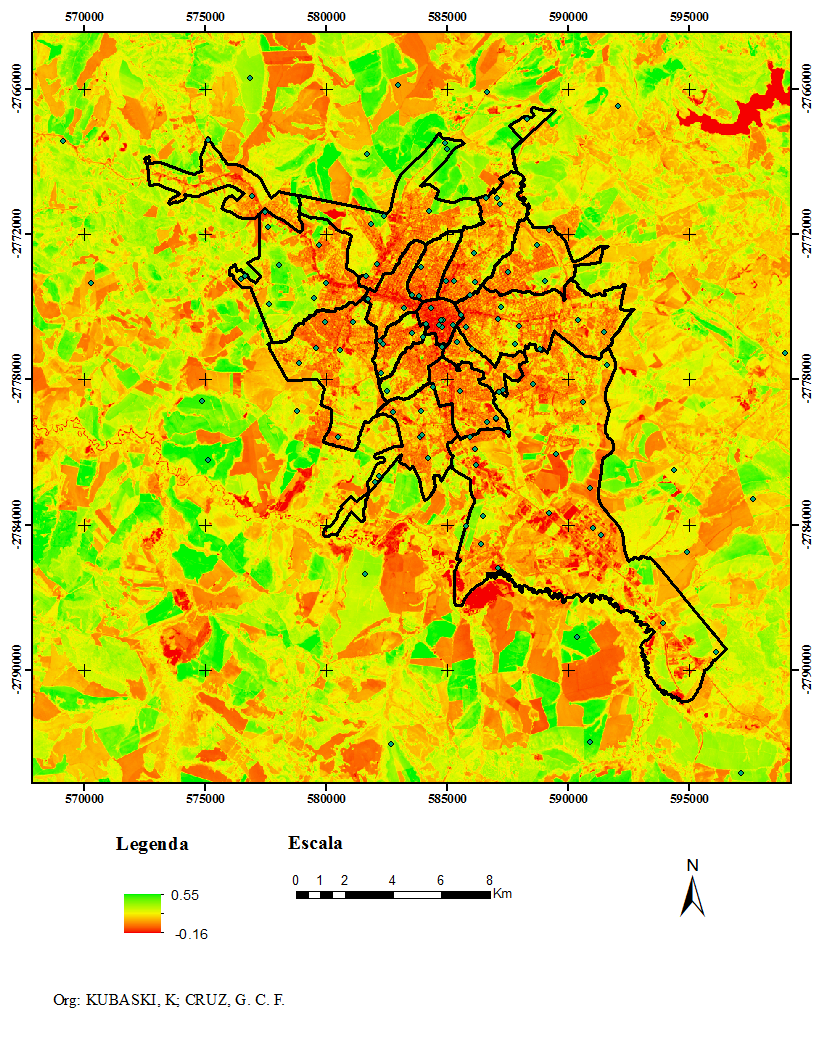
Beispiel für NDVI durch Landsat 8 für das Stadtgebiet von Ponta Grossa, Südbrasilien

Der Index beruht auf der Tatsache, dass gesunde Vegetation im roten Bereich des sichtbaren Spektralbereichs (Wellenlänge von etwa 600 bis 700 nm) relativ wenig und im darauf folgenden nahen Infrarot-Bereich (Wellenlänge von etwa 700 bis 1300 nm) relativ viel Strahlung reflektiert. Die Reflexion im nahen Infrarot Bereich ist auf die Zellstruktur der Blätter zurückzuführen und wird hauptsächlich durch die Mesophyll-Zellen bestimmt.  Je vitaler (grüner) die Pflanze, desto größer ist der Anstieg des Reflexionsgrades in diesem Spektralbereich. Andere Oberflächenmaterialien, wie Boden, Fels oder auch tote Vegetation, zeigen keinen solchen kennzeichnenden Unterschied des Reflexionsgrades beider Bereiche. Dieser Umstand kann dazu dienen, zum einen vegetationsbedeckte von vegetationsfreien Flächen zu unterscheiden. Ein Rückschluss auf die photosynthetische Aktivität (Vitalität) ist bedingt möglich, da kranke Pflanzen zwar weniger grüne Blattmasse haben und so zu einem geringeren NDVI führen, der NDVI jedoch nicht zwischen kranker Vegetation und geringerer Vegetationsbedeckung unterscheiden kann. So kann ein geringerer NDVI in einem Waldgebiet sowohl kranke Pflanzen als eine geringere Vegetationsdecke vermuten lassen. Da der NDVI ab einer bestimmten Menge an grüner Blattoberfläche nicht weiter steigt (vgl. Leaf-Area-Index (LAI)), wohl aber die Biomasse weiter zunehmen kann, wurden für stark bewachsene Flächen wie z. B. den äquatorialen Regenwald Indices entwickelt, die sensitiver sind (s. EVI – Enhanced Vegetation Index).
Der NDVI wird in vielen Studien aus Daten des AVHRR-Sensors der NOAA-Satelliten berechnet, da dort die längste Zeitreihe gemessener Daten vorliegt. Dafür werden Daten aus Kanal 1 (580 bis 680 nm) und Kanal 2 (725 bis 1100 nm) des Sensors genutzt. Es ist ebenfalls möglich, andere Datengrundlagen, wie beispielsweise Landsat-Daten (Kanal 3 und 4 von TM/ETM+) oder ASTER-Daten  zu verwenden. Dies ist beispielsweise notwendig, wenn eine bessere geometrische Auflösung erforderlich ist. Globale Datensätze können kostenlos beim EOS Data Gateway Center (NASA) bestellt und heruntergeladen werden. Die Auflösung beträgt hier 250 m, 500 m oder 1000 m pro Pixel, während die Intervalllänge bei 16 Tagesmittelwerten (zur Erzeugung von wolkenfreien Bildern) bzw. Monatsmittelwerten liegt. Diese Daten werden vom MODIS-Instrument des Earth Observing Systems (EOS) gemessen.

## Berechnung
Man berechnet den NDVI aus den Reflexionswerten im nahen Infrarotbereich und des roten sichtbaren Bereichs (rot, etwa 620 bis 700 nm) des Lichtspektrums:
{\displaystyle \mathrm {NDVI} ={\frac {\mathrm {NIR} -\mathrm {Rot} }{\mathrm {NIR} +\mathrm {Rot} }}}
Bei starken atmosphärischen Störungen (dichte Bewölkung) wird zum Teil mit einer Näherungsformel gerechnet:
{\displaystyle \mathrm {NDVI} ={\frac {\mathrm {MIR} -\mathrm {NIR} }{\mathrm {MIR} +\mathrm {NIR} }}}
Dabei werden beide Kanäle um einen Spektralbereich verschoben: das nahe Infrarot zum mittleren Infrarot (etwa 1300 bis 3000 nm) und der rote Bereich zum nahen Infrarot.
Durch die Normierung ergibt sich ein Wertebereich zwischen −1 und +1. Negative Werte bezeichnen Wasserflächen. Ein Wert zwischen 0 und 0.2 entspricht nahezu vegetationsfreien Flächen, während ein Wert nahe 1 auf eine hohe Vegetationsbedeckung mit grünen Pflanzen schließen lässt.

## Weitere Indizes
- Soil-Adjusted Vegetation Index (SAVI)